# ألين باول
ألين باول (بالإنجليزية: Allen Paul)‏ هو سياسي أمريكي، ولد في 30 مارس 1945. حزبياً، نشط في الحزب الجمهوري. وقد انتخب عضو مجلس ولاية إنديانا.